# Guayana Esequiba

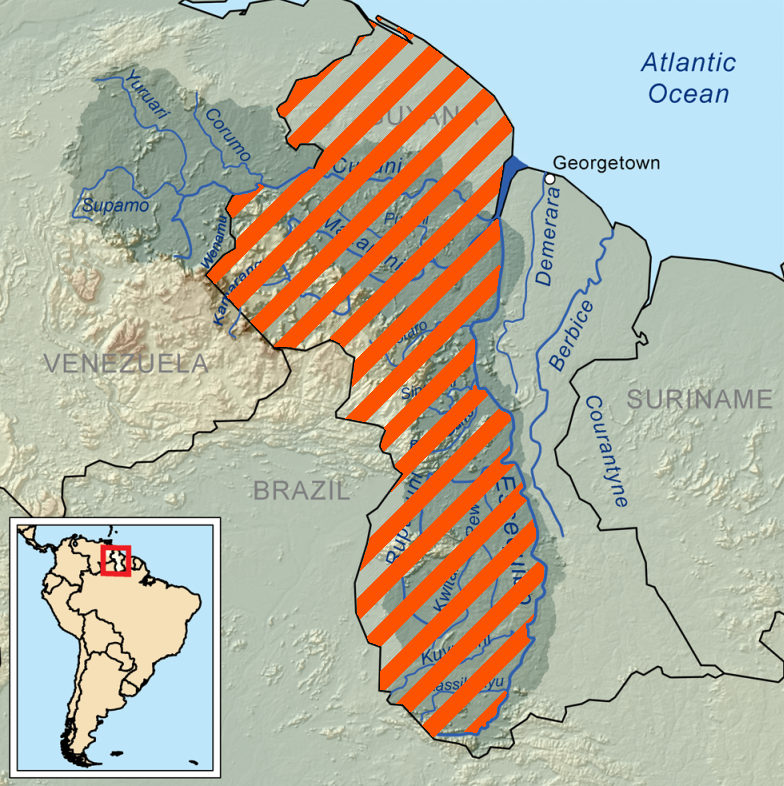
Zona hașurată reprezintă aria pretinsă de către Venezuela

Guayana Esequiba (pronunție în spaniolă [ɡwaˈʝana eseˈkiβa]) este un teritoriu administrat de Guyana, dar pretins de Venezuela. La început, teritoriul a fost inclus în Viceregatul Noua Granadă și Căpitănia Generală a Venezuelei guvernate de Spania. Mai târziu, a întrat în componența coloniei Essequibo administrată de Olanda și Guyana Britanică administrată de Regatul Unit. Porțiunea de pământ ce se află la momentul actual sub jurisdicția Guyanei este împărțită în 6 regiuni administrative, în timp ce Venezuela îl socoate ca o singură entitate (Guayana Esequiba sau „Zona en Reclamación”). Acest teritoriu de 159,500 km² este subiectul unei lungi dispute teritoriale moștenit de la puterile coloniale și complicat de obținerea independenței a Guyanei în 1966. Statutul teritoriului este un subiect al Tratatului de la Geneva, care a fost semnat de Marea Britanie, Venezuela și guvernul britanic din Guyana la 17 februarie 1966. Acest tratat prevede că părțile sunt de acord să găsească o soluție practică, pașnică și satisfăcătoare privind diferendul.
Fiindcă cele două țări n-au reușit până acum să se înțeleagă asupra rezolvării disputei, Guyana a chemat Venezuela la judecată la Curtea Internațională de Justiție, în martie 2018, pentru a se decide dacă arbitrajul de la Paris din 1899 a fost sau nu corect.